# Alice Troughton
Alice Troughton ist eine britische Regisseurin, die für Film und Fernsehen tätig ist und in Großbritannien und den USA arbeitet.

## Leben
Nach ihrem  Abschluss in Schauspiel an der University of Kent plante Alice Troughton Theaterregisseurin zu werden und übernahm die Bühnenleitung des Ulster Youth Theatre. Im Jahr 2004 realisierte sie mit Doris the Builder ihren ersten eigenen Kurzfilm. Zwischen 2006 und 2010 führte Troughton bei einzelnen Folgen von Torchwood, The Sarah Jane Adventures und Doctor Who Regie. Es folgten Regiearbeiten für die Fernsehserien  Merlin – Die neuen Abenteuer, Atlantis,  In The Flesh, Cucumber, The Living and the Dead, Tin Star, A Discovery of Witches und Lore.
Die Premiere von The Lesson, Troughtons Regiedebüt bei einem Spielfilm mit  Daryl McCormack und Richard E. Grant in den Hauptrollen, erfolgte im Juni 2023 beim Tribeca Film Festival.
Troughton arbeitet in Großbritannien und den USA.

## Filmografie
- 2002–2004: Doctors (Fernsehserie, Regie bei 23 Folgen)
- 2004: Doris the Builder (Kurzfilm, Regie und Drehbuch)
- 2004–2005: Holby City (Fernsehserie, Regie bei 6 Folgen)
- 2009–2012: Merlin – Die neuen Abenteuer (Fernsehserie, Regie bei 13 Folgen)
- 2013: Atlantis (Fernsehserie, Regie bei 5 Folgen)
- 2014: In The Flesh (Fernsehserie, Regie bei 2 Folgen)
- 2015: Cucumber (Fernsehserie, Regie bei 3 Folgen)
- 2016: The Living and the Dead (Fernsehserie, Regie bei 3 Folgen)
- 2017–2020: Tin Star (Fernsehserie, Regie bei 3 Folgen)
- 2018: A Discovery of Witches (Fernsehserie, Regie bei 3 Folgen)
- 2018: Lore (Fernsehserie, Regie bei 3 Folgen)
- 2018: Lost in Space – Verschollen zwischen fremden Welten (Fernsehserie, Regie bei 1 Folge)
- 2023: The Lesson (Regie)